# Ferrara
Ferrara je glavni grad istoimene pokrajine Ferrara u regiji Emilia-Romagna, u sjevernoj Italiji. Smješten je na rukavcu Pada (Po di Volano), 40 km sjeveroistočno od Bologne, i ima 134,425 stanovnika (2007.).
Ferrara je središte plodnog poljoprivrednog (voćarskog) područja, ali i industrijsko središte prehrambene, kemijske, farmaceutske, kožne, tekstilne industrije i strojogradnje. Prometno je čvorište sa zračnom lukom.

## Povijest
Smatra se da je nastala vjerojatno u 7. stoljeću prije Krista, na mjestu rimskoga Foruma Alienija smještenog uz obale jednog od kanala rijeke Po. Prvi put se spominje 753. godine u spisu langobardskog kralja Aistulfa, a od 774. do 986. godine nalazi se u posjedu papa. U 12. stoljeću slobodan grad i član Lombardijske lige gradova. Od 1208. u posjedu je obitelji Este, te se u srednjem vijeku se razvija u urbano središte oko rezidencije ove velikaške obitelji. Sveučilište je osnovano 1391. godine. Ferrara je u 15. i 16. stoljeću bila važno kulturno središte talijanske renesanse. Ferrara je egzemplarni primjer renesansnog uređenja gradskog naselja, što je i jedan od razloga poradi kojih se našao na UNESCO-ovoj listi spomenika svjetske baštine.
Od 1598. – 1797. u sastavu je Papinske Države. Sastavni dio Kraljevine Italije je od 1860. godine. Preživjela je velika oštećenja u II. svjetskom ratu jer je cilj njemačkog bombardiranja bila gradska tvornica gume.

## Znamenitosti
Stari, renesansni dio grada je na popisu UNESCO-ove svjetske baštine od 1995. god. Grad je još uvijek okružen s 9 kilometara starih zidina, većinom izgrađenih u 15. I 16. stoljeću One su, zajedno s onima u gradu Lucca, najbolje očuvane renesansne zidine u italiji.
Najvažnija građevina je četvrtasti Zamak obitelji d'Este (Castello Estense) s četiri tornja, izgrađen od opeke u samom središtu grada, i okružen kanalom. Izgrađen je 1385. i djelomično obnovljen 1554. godine, dok su paviljoni na vrhu novijeg datuma.
U blizini se nalazi hospital sv. Ane (Santa Anna), u kojemu je pjesnik Torquato Tasso hospitaliziran tijekom napada ludila od 1579. – 1586. godine.
Gradska vijećnica, obnovljena u 18. stoljeću, je prije bila rezidencija obitelji Este.
U njenoj blizini se nalazi katedrala sv. Jurja započeta 1135. godine kada su dovršeni donji dijelovi pročelja i bočne fasade u romaničkom stilu. Prema izgubljenom natpisu iz crkve, gradio ju Guglielmo I Adelardi († 1146.), koji je i sahranjen u njoj. Gornji dio pročelja, s arkadama šiljastih lukova, potječe iz 13. stoljeća. Donji dio izvučenog trijema (protiro) i skulpture središnjeg portala su potpisano djelo "artifexa" Nicholausa, koji se također spominje na izgubljenom natpisu kao jedan od arhitekata crkve. Polegnuti lavovi koji su činili bazu stupova su danas u narteksu crkve. Bogato razrađene skulpture Posljednjeg suda koje ukrašavaju drugi kat iznad trijema su iz 13. stoljeća. Kampanil (samostalni zvonik) je u renesansnom stilu i datira od 1451. – 1493., dok je posljednji kat dodan krajem 16. stoljeća. Unutrašnjost je obnovljena 1712. godine u baroknom stilu.
Nadomak katedrale je sveučilište, pri kojemu se nalazi pravni fakultet, arhitektura, farmacija, medicina i prirodoslovne znanosti; knjižnica posjeduje vrijedne rukopise, uključujući originalne dijelove Orlando furioso i pisma T. Tassa. Među slavnim polaznicima ovog sveučilišta su: Nikola Kopernik (1503.) i Paracelsus. Sveučilišni botanički vrt (Orto Botanico dell'Università di Ferrara) slavan je u svijetu.
U Ferrari se nalaze brojne renesansne palače koje us često zadržale svoje dekoracije od terakote i iako su malenih dimenzija, nijedan tako mali grad nema toliki broj palača.  Od njih su najznačajnije one u sjevernom dijelu grada (posebice one na sjecištu dvije glaven ulice), koje je dao izgraditi Ercole I. d'Este od 1492. – 1505. godine prema planovima B. Rossettija, te stoga prozvane Ercoleovim dodatkom (Addizione Erculea).
Među najljepšim palačama je Dijamantna palača (Palazzo dei Diamanti) koja je dobila ime prema kamenim blokovima na fasadi u obliku dijamanta. U njoj se nalazi Nacionalna galerija slika s velikom kolekcijom slika ferrarske škole, koja je bila najvažnija u drugoj polovici 15. stoljeća. Njoj su pripadali umjentici: Cosimo Tura, Francesco Cossa i Ercole dei Roberti, a u 16. Stoljeću najistaknutiji su bili: Girolamo da Carpi, Benvenuto Tisio (il Garofalo), Lorenzo Costa i Dosso Dossi.
Gradski povijesni arhiv posjeduje veliku količinu važnih povijesnih dokumenata od 15. Stoljeća nadalje. Nadbiskupski povijesni arhiv je još stariji i spominje se u dokumentima već iz 955. godine, a sadrži vrijedne dokumente koje je svećenstvo skupljalo stoljećima.
Samostan Tijela Kristova (Monastero del Corpus Domini) sadrži grobnice obitelji Este, Alfonsa I., Alfonsa II., Ercolea I., Ercolea II., i Lukrecije Borgia, Elenore Aragonske, i brojnih drugih.
- Panorama grada za anualni festival balona 2007.
- Gradska vijećnica
- Korzo Ercolea I. d'Este
- Palazzo dei Diamanti
sjedište Nacionalne galerije slika
- Palazzo della Ragione
- Certosa di Ferrara

### Ostale znamenitosti
- Palazzo Schifanoia iz 1385. godine koju je gradio Alberto V. d'Este. U njoj se nalaze freske s prikazima života Borsa d'Este, horoskopski znakovi i alegorijski prikazi mjeseci u godini. Vestibul je ukrašen štuko dekoracijama koje je izveo Domenico di Paris iz Padove. U zgradi se također nalaze korske knjige s minijaturama i kolekcija novčića i renesansnih medalja.
- "Palača razuma" (Palazzo della Ragione), je izgrađena od 1315. – 1326. god. u gotičkom stilu i obnovljena je nakon što je potpuno uništena u bombardiranju za vrijeme Drugog svjetskog rata.
- Jednostavna kuća književnika Ariosta, koju je podigao poslije 1526. i u kojoj je preminuo 1532. godine.
- Sinagoga i Židovski muzej se nalaze u samom srednjovjekovnom središtu, u blizini katedrale i Dvorca Estense. U toj istoj ulici se nalazio geto u kojemu su Židovi bili odvojeni od ostalog stanovništva Ferrare od 1627. do 1859. godine.
- Povijesno Gradsko kazalište (Teatro Comunale di Ferrara)
- Certosa di Ferrara
- Crkva sv. Franje (San Francesco di Ferrara), arhitekt Biagio Rossetti
- Crkva San Benedetto
- Crkva Santa Maria in Vado
- Crkva San Domenico
- Crkva San Paolo
- Renesansna crkva San Cristoforo

## Šport
Lokalni nogemetni klub u Ferrari je Società Polisportiva Ars Et Labor 1907 kji je trenutno u talijanskoj ligi  Lega Pro Prima Divisione (bivša treća liga Serie C1). Košarkašku klub Carife Ferrara je u sezoni 2007. – 08. osvojio naslov druge talijanske lige (LegADue), čime je ušao u prvu ligu (Serie A).

## Znameniti stanovnici
| Ferrara je rodno mjesto: - Girolamo Savonarola, dominkanski svećenik i vjerski vođa Firence; spaljen na lomači kao heretik - Girolamo Frescobaldi, renesansni i barokni skladatelj - Michelangelo Antonioni, filmski redatelj Na dvoru obitelji d'Este radili su brojni renesansni umjetnici: - književnici Torquato Tasso, Ludovico Ariosto, Giorgio Bassani i Matteo Maria Boiardo - slikari Andrea Mantegna, Vicino da Ferrara, Giovanni Bellini, Leon Battista Alberti, Pisanello, Piero della Francesca, Rogier van der Weyden, Battista Dossi, Dosso Dossi, Cosmé Tura, Francesco del Cossa i Tizian. |

## Gradovi prijatelji
| - Skadar, Albanija (od 1998.) - Buenos Aires, Argentina (od 2004.) - Baranavičy (Baranoviči), Bjelorusija (od 1998.) - Sarajevo, Bosna i Hercegovina (od 1964.) - Dobrič, Bugarska (od 1998.) - Brno, Češka (od 1998.) - Prag, Češka (od 2000.) - Tartu, Estonija - Saint-Étienne, Francuska (od 1960.) - Kallithea, Grčka (od 1995.) - Rijeka, Hrvatska (od 1998.) | - Broni, Italija (od 2001.) - Formia, Italija (od 1994.) - Lula, Italija Italija (od 2004.) - San Nicola Manfredi, Italija (od 2003.) - Venticano, Italija (od 2003.) - Daugavpils, Latvija (od 1998.) - Kaunas Litva (od 1998.) - Szombathely, Mađarska (od 1997.) - Bitolj, Republika Makedonija (od 1998.) - Soroca, Moldova (od 1998.) - Gießen, Njemačka (od 1998.) | - Kaufbeuren, Njemačka (od 1991.) - Craiova, Rumunjska (od 1998.) - Krasnodar, Rusija (od 1989.) - Highland Park, Illinois, SAD (od 1989.) - Žilina, Slovačka - Kopar, Slovenija (od 1974.) - Novi Sad, Srbija (od 1998.) - Lerida, Španjolska (od 1996.) - Swansea, Ujedinjeno Kraljevstvo (od 1978.) - Sevastopolj, Ukrajina (od 1998.) |